# Honda CBX 750F
A CBX 750F (também chamada de 7 Galo) é uma motocicleta esportiva, fabricada pela Honda e comercializada no Brasil entre 1986 e 1994. Esta motocicleta recebeu diversos codinomes ao longo de sua vida de fabricação, muitos dos quais originários de suas cores disponíveis.
O curioso apelido que é atribuído à motocicleta vem do jogo do Bicho . Nos EUA a motocicleta era chamada de Seven-Fifty (sete-cinquenta). Quando desembarcou no Brasil o número 7 permaneceu, e o número 50 foi substituído pelo Galo, que tem essa numeração no jogo de azar conhecido como jogo do bicho.

## História

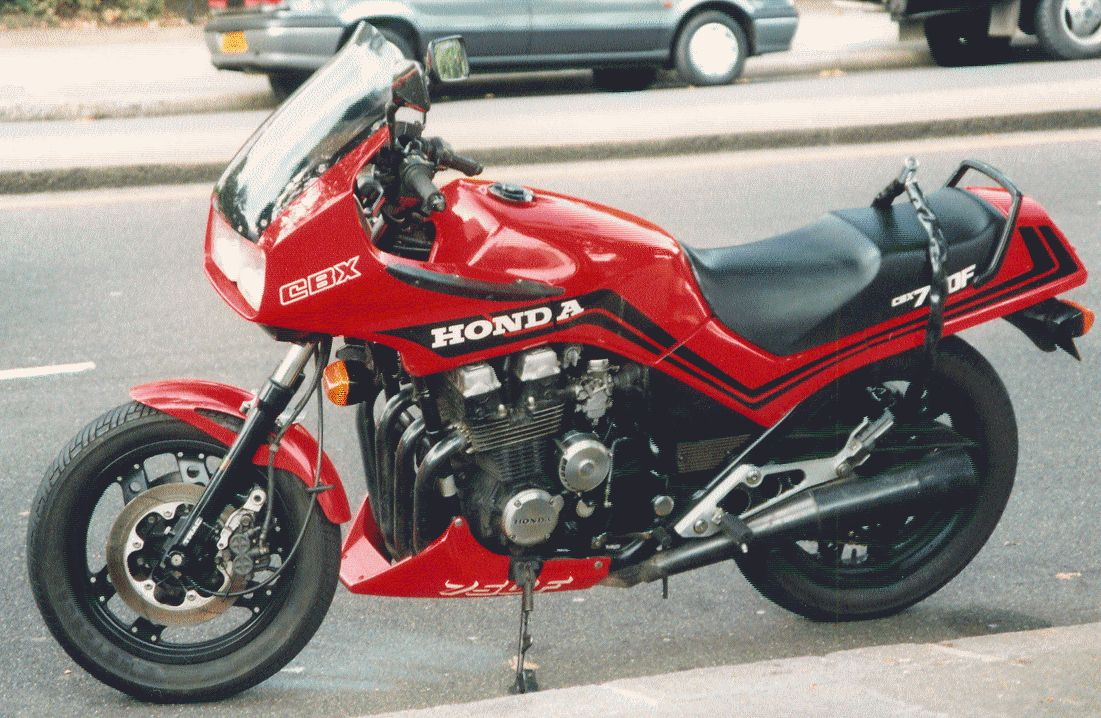
Versão disponível no mercado europeu e japonês, de 1985.

Em 1982, depois de 13 anos de evolução da lendária CB 750, a Honda parecia interessada em deixar para trás a configuração de quatro cilindros em linha. O lançamento de motores de cilindros em V, de diversas cilindradas, fazia supor que a VF 750 F - com um estreito V4 que lhe permitia maior agilidade - tomaria o lugar da linhagem CB.
Apesar dessa vantagem, o V4 não obteve aprovação unânime do mercado. Alto custo de produção e manutenção mais onerosa levavam outras marcas, como a Kawasaki, a preteri-lo em favor do tradicional quatro-em-linha. Assim, no Paris Motor Show de 1983 a Honda comprovava sua intenção de prosseguir na herança da CB 750, apresentando a então moderna CBX 750 F.
A nova moto representava notável evolução em todos os campos, a começar pelo estilo. A carenagem superior, com para-brisa (ou bolha) e dois faróis quadrados (substituídos por um único retangular em alguns mercados), ligava-se de forma fluida ao tanque, este às laterais e elas à rabeta, sugerindo harmonia e aerodinâmica. Um spoiler na parte inferior do motor completava o conjunto. As rodas, em estilo Comstar de alumínio, e os escapamentos vinham em preto-fosco, assim como parte do motor - e este estava claramente exposto.
O motor adotava duplo comando e quatro válvulas por cilindro. O cuidado com as dimensões permanecia, como no alternador montado atrás do motor e não na extremidade do virabrequim, onde aumentaria a largura do conjunto. As bielas utilizavam liga leve com vanádio e as válvulas dispensavam regulagem de folga, devido aos tuchos hidráulicos.
A potência chegava em 91cv a 9.500 rpm (1cv a mais que a VF 750 F), e o torque máximo, a 7,1 kgfm a 8.500 rpm: o bastante para acelerar de 0 a 100 km/h em cerca de 5,5s e chegar a 214 km/h de velocidade máxima. O câmbio tinha uma sexta marcha, ausente das CBs, e a torneira de combustível fechava-se de modo automático ao desligar o motor.
O quadro (utilizado também para armazenar o óleo lubrificante, uma evolução do princípio de cárter seco adotado desde a primeira CB 750) conservava o conceito de duplo berço, mas a suspensão traseira agora era monochoque, com duas regulagens, e a dianteira trazia um sistema antimergulho, denominado TRAC. Reduzindo a passagem de óleo pelas válvulas dos amortecedores quando os freios eram acionados, o dispositivo diminuía seu afundamento nas frenagens, para evitar excessiva transmissão de peso para a frente.

### 1986

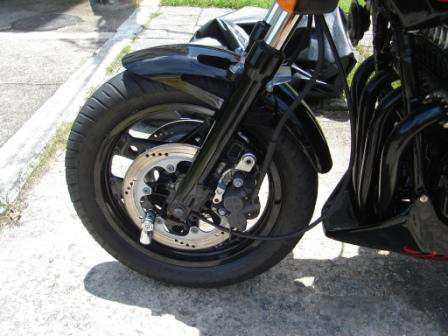
Detalhe da roda dianteira da galo 86 de 16 polegadas, abolido no ano seguinte.

Quando de sua importação do Japão para o Brasil, a motocicleta causou furor, pois não havia na indústria nacional nada que se comparasse à sua imagem. Seu apelo visual, motor potente para os padrões da época e com velocidade superior aos 200 km/h, foi considerada por todos uma unanimidade, e para muitos tornava-se inalcançável, graças ao ágio existente na época. A revelação do preço provocou diversos comentários.
Em sua chegada ao mercado, obteve um preço estipulado pela montadora de Cz$129.290,00, o que equivalia à época a US$9.388. Entretanto, na prática a motocicleta era vendida a Cz$400.000, o que equivalia a US$29.050. Graças a esse fenômeno econômico, recebeu o título de "a 750 mais cara do mundo" .
No período de importação experimental, somente 700 unidades foram trazidas ao Brasil, sendo iguais aos modelos comercializados na Europa e EUA, com a diferença da adaptação do sistema de admissão de combustível, para que pudesse utilizar gasolina misturada ao álcool, comum no território brasileiro, o que fez com que a motocicleta perdesse 9cv de potência, além de diminuir sua taxa de compressão de 9,3:1 para 8,8:1 .
Sua marca registrada era a roda dianteira de 16" e as diversas regulagens presentes nas suspensões, tanto dianteira quanto traseira, além do conjunto ótico de faróis quadrados duplo.

### 1987

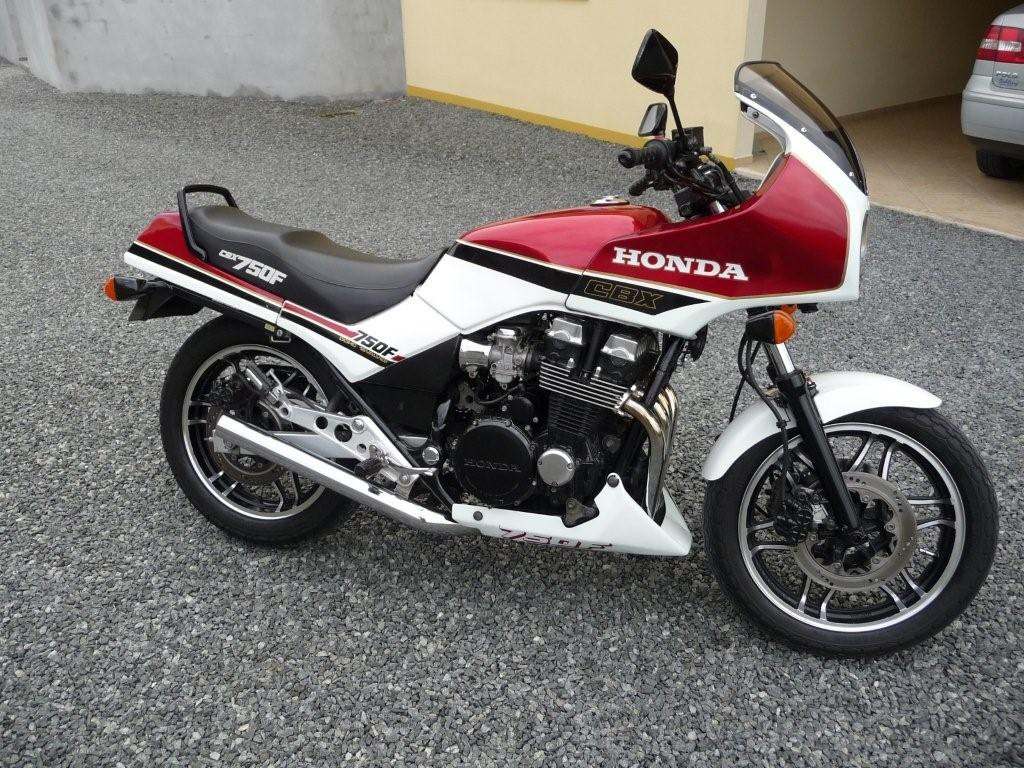
Modelo 1987, conhecida como Hollywood.

O ano de 1987 marcou o começo da nacionalização da motocicleta, com 40% de suas peças sendo produzidas no Brasil. Neste modelo ocorreram modificações substanciais.
A carenagem foi alterada, ficando mais alta porque os dois semi-guidões ficaram dois centímetros mais altos, e a bolha acrílica também ficou mais envolvente. O encosto da carenagem passou a ser feito por galão (cantoneira de borracha), enquanto no modelo anterior a fixação era feita por coxim de borracha, com melhor acabamento.
Os dois faróis passaram a ser cobertos por apenas uma lente e também houve a substituição da roda dianteira de 16" por uma de 18", além do abandono dos ajustes nas suspensões e do sistema TRAC, o que tornou a pilotagem mais agradável, mas deixou um pouco de lado a esportividade sentida no modelo anterior, por causa da alteração da ciclística. Como resultado da adoção do aro dianteiro de 18", a geometria da suspensão dianteira foi alterada. O curso se manteve com 150mm, assim como o cáster com 27°, mas o trail passou de 93mm para 101mm. A distância entre-eixos aumentou de 1.465mm para 1.490mm, aumentando também o comprimento total da moto de 2.146mm para 2.185mm.
Graças ao motor, que continuou o mesmo, boas características como elasticidade, crescimento de giro uniforme, respostas e acelerações rápidas foram mantidas. Pela mudança na roda dianteira e também pela melhor aerodinâmica alcançada com a evolução da bolha frontal, esta versão conseguia velocidade final de 213,9 km/h, contra os 209 km/h(disputando com a RD 350 dessa época que batia 210 km/h). de sua antecessora japonesa, e manteve o consumo médio em 10,8 quilômetros por litro (km/l) . Entretanto, existem controvérsias sobre a velocidade final, pois esta era aferida sempre pela roda dianteira e, com um aro maior, a velocidade tende a sofrer diferenças.
Os pneus passaram a contar com câmaras. A justificativa oficial da Honda para a colocação de câmaras foi a dificuldade de manutenção que o sistema sem câmara ofereceria, já que poucos profissionais no Brasil teriam equipamentos para consertar este tipo de pneu.
No painel (que era importado), a Honda brasileira fez uma alteração discutível. No modelo japonês existia uma luz-espia indicando se a lâmpada da lanterna traseira havia se queimado. Na versão nacionalizada esta luz não foi utilizada por motivos tecnológicos, e para não ficar um buraco, criaram a indicação Top, que indicava quando a sexta e última marcha estava engatada, algo que causava incômodo em maiores distâncias de trajeto em período noturno. Os instrumentos continuaram iguais, com velocímetro à esquerda marcando até 240 km/h; ao centro ficava o conta-giros com a faixa vermelha iniciando em 10.000 rpm; à direita, um único relógio agrupava marcador de nível do combustível e voltímetro.

### 1988

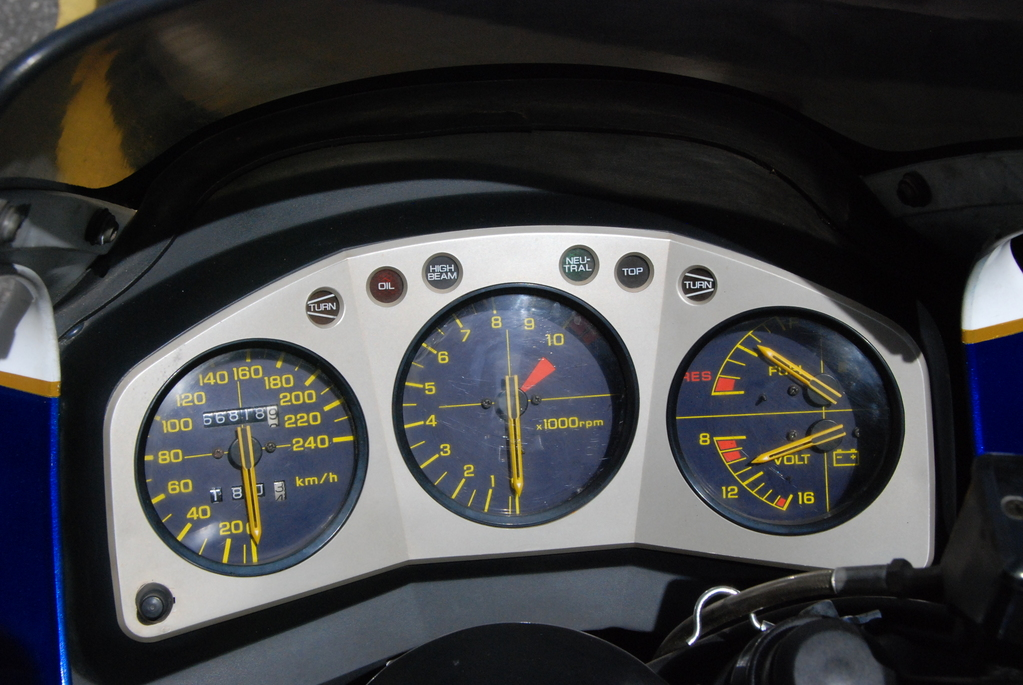
Painel da CBX 750F 1988 Rothmans, com a inscrição Top.

Permaneceu inalterada em sua ciclística e tecnologia, sendo que as mudanças marcantes no modelo ficaram por conta da adoção de novas cores, e da geração de mais dois apelidos, baseados nas cores disponíveis. A série de produção oficial que foi apresentada em Setembro de 1988, contava com as cores preta (chamada de Magia Negra - não se assemelhando ao mesmo tom de preto do modelo importado), claramente tentando retomar o período de vendas do modelo de 1986, tido na época como o melhor pelos consumidores, assumindo preço mais alto do que o anterior 1987.
Três meses depois, uma série limitada foi lançada, com as cores da equipe de corrida da Honda, chamada de Rothmans (azul e branca com grafismos vermelho e dourado).

### 1989
A partir daqui o modelo começou a mostrar os anos de convívio com o público, especialmente pelo lançamento da CBR 450 SR, que assumiria a posição de esportiva da marca, além de permitir à Honda adotar um perfil ainda mais comportado para sua moto de maior cilindrada em produção. Já em fevereiro a versão preta cedia lugar a uma sóbria combinação de vinho metálico e preto (chamada de grená). Em julho, uma versão branco-pérola com cinza (canadense) acrescentava uma sutil esportividade, permanecendo a opção do vinho.
Numa clara tentativa de compensar os consumidores do modelo, tecnologias adotadas no modelo de 1986 começaram a ressurgir a partir deste ano, como a adoção de pneus sem câmara, o que contribuía consideravelmente para o fator segurança. As mudanças surtiram efeito: depois de certa queda em 1988, foram vendidas 2.390 CBX em 1989, seu segundo melhor ano.

### 1990

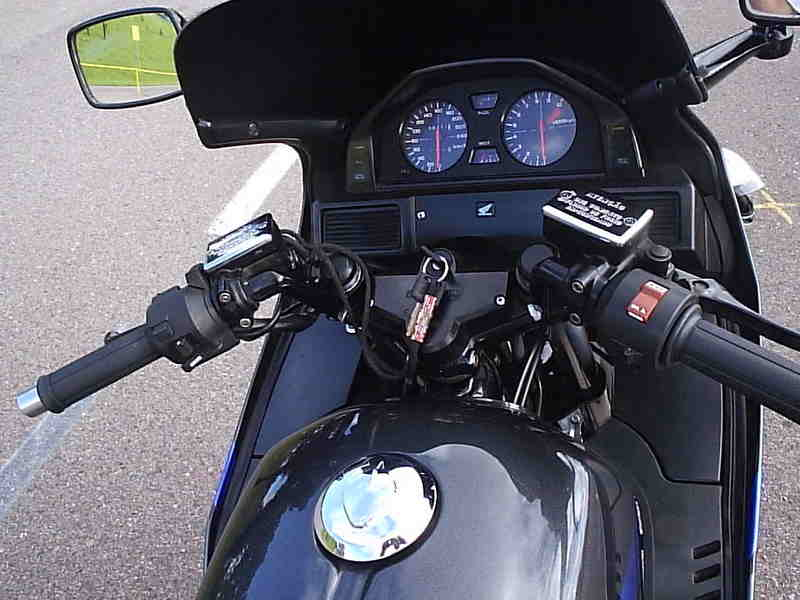
Painel modificado no modelo Indy, em 1990.

Ainda em uma clara febre pelo modelo de 1986, a versão de 1990 recebeu tons de azul numa coloração muito escura (chamada de Dark Blue), incluindo uma faixa contrastante mais clara (que originaria seu apelido - Neón). Em apenas quatro anos de mercado, era a sétima opção de pintura na 750 brasileira, que ainda não sofrera alterações de desenho e exibia certo envelhecimento diante da CBR.

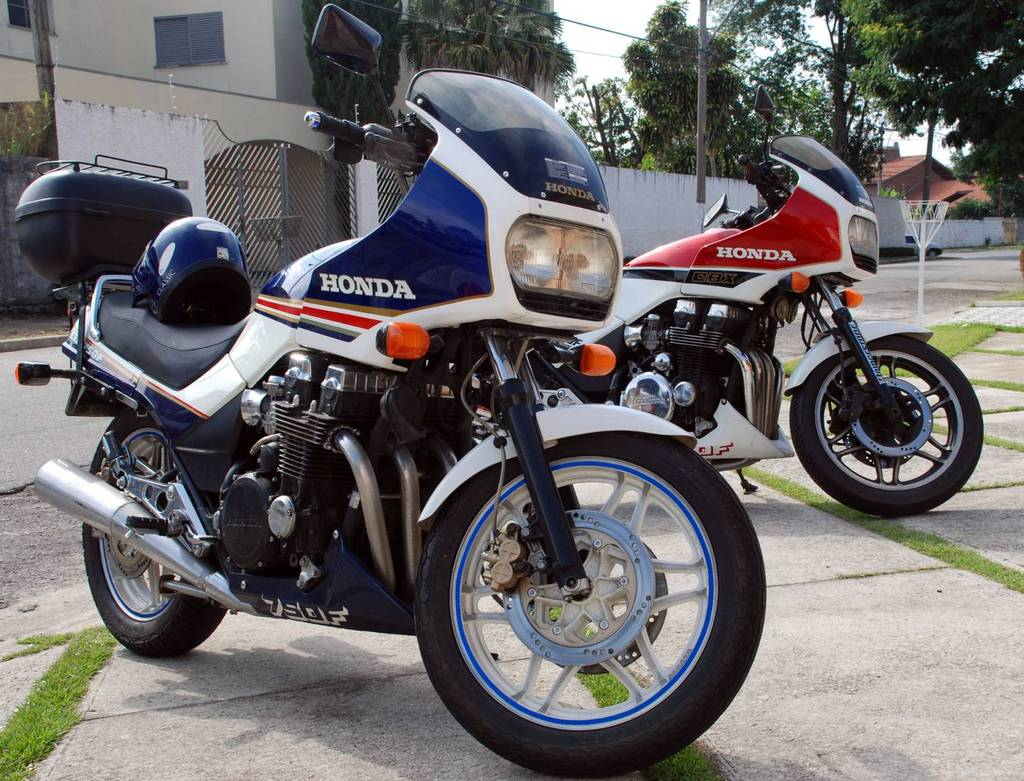
Versões Rothmans e Hollywood, lado-a-lado.

Em março de 1990 vinha a CBX 750 F Indy nas cores Prata/Grafite, modelo conhecido há anos no exterior como CBX 750 F II. A carenagem superior, agora com luzes de direção e retrovisores incorporados mais dois porta-luvas fechados a chave, se complementava por uma seção que escondia sua parte mais atraente, o motor. Ao contrário da CBR, a nova carenagem integral não se integrava esteticamente bem às laterais e ao tanque.
Além da mudança de estilo, a CBX ganhava novo painel, com os instrumentos e luzes espia reposicionados, e um reforço na viga central do quadro. O objetivo era adicionar rigidez e melhorar a estabilidade, como que se redimindo da troca da roda 16" pela roda 18". O resultado era bom, mas trazia um aumento de peso em 12 kg a uma moto já bastante pesada, passando a 241 kg (a seco). A partir deste momento as vendas começaram a cair, pois a adoção da carenagem integral não agradou ao consumidor que ainda sonhava com o modelo importado.

## Declínio
Com a introdução do modelo Indy as vendas caíam vertiginosamente: de 2.390 unidades em 1989, passou-se a 1.435 em 1990 e apenas 645 em 1991. Com a adoção da carenagem integral, apenas novas cores seriam introduzidas, sendo elas: Prata/Grafite em 1990, Cereja/Vinho em 1991, Verde escuro em 1992, Grafite/Preto em 1993 e Azul em 1994. O golpe mais forte contra a CBX foi a importação, pela própria Honda, das CBR 600 F e 1000 F, que representavam sua última geração em motos de quatro cilindros em linha.
Não havia mais lugar para uma 750 projetada há uma década e ainda prejudicada pela nacionalização. Em dezembro de 1994 a CBX deixava o mercado brasileiro, com um total de 11.312 unidades vendidas, incluindo as 700 montadas com peças importadas.

## Dias atuais
Ainda hoje a Honda do Japão continua a fabricar algumas motos com a mesma mecânica usada nos motores de 747cc3 das CBX 750F brasileiras. Um modelo muito comentado e comemorado chama-se Honda CB 750 Freddie Spencer Limited Edition, produzido em apenas 300 unidades no ano de 2007. Ela foi criada em tributo ao antigo campeão mundial Freddie Spencer. A pintura é derivada da motocicleta de corrida usada por Spencer nos anos 70 e começo dos anos 80 .
Apesar do mesmo motor utilizado, sua potência foi reduzida em 7cv (passando a ter 75cv no total), se comparado à CBX 750F nacional, pela adoção de novas soluções de emissão de poluentes (nos mesmos moldes da PROMOT3). Produzida para venda somente no mercado interno japonês , a um preço estimado de £3.500 (US$5.080,00 - em 5 de Fevereiro de 2009), atraiu colecionadores até de outros países, que dificilmente irão se desfazer da motocicleta.

## Mito
Ainda em 2013 existem muitos admiradores da primeira moto quatro cilindros-em-linha produzida pela Honda no Brasil, quer por terem sido garotos que sonhavam muito alto na época de seu lançamento, quer pelo saudosismo que o modelo causa. O fato é que ainda hoje pode-se encontrar motocicletas CBX 750 F modelo 1986, entre outras, sendo vendidas por quantias entre US$5.000 e US$12.000, dependendo do seu estado de conservação.
Este modelo tornou-se um ícone no mercado brasileiro e dificilmente deixará de encontrar apreciadores e entusiastas que manterão vivo o nome galo.

## Apelidos baseado nos modelos
Em sua produção foram usadas 12 cores que definiram vários codinomes, todos eles relacionados à linha Four.
A partir de 1990, por não passar por alteração visual e por já contar com um codinome adotado pela fábrica, ficou conhecida somente como Indy.
- 1986: Galo 86 (galo oito-meia), Galo Japonesa, Black (importação oficial) e Red (importação independente);
- 1987: Hollywood;
- 1988: Magia Negra e Rothmans (série especial);
- 1989: Grená e Canadense (série especial);
- 1990: Neón;
- 1990-94: Indy
- 1995-2001: Formula1

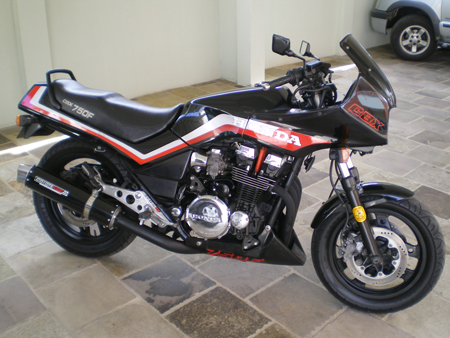
Galo 86 Black Modelo 1986 - Importada oficialmente para o Brasil
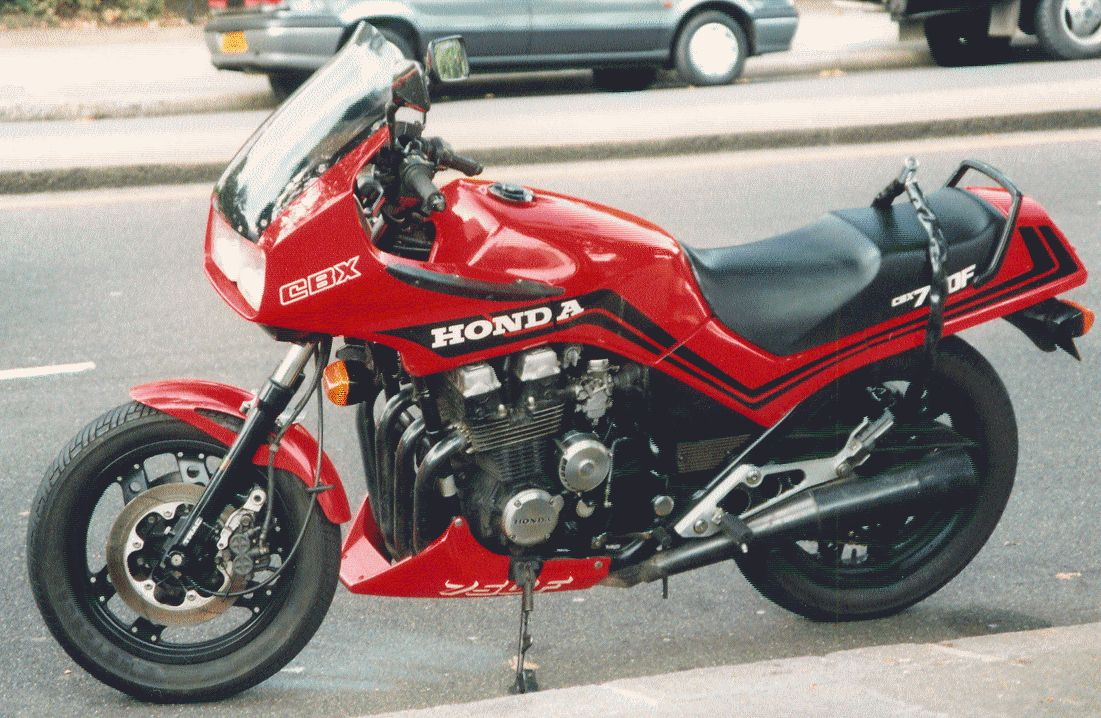
Galo 86 Red Modelo 1986 - Raridade importada de forma independente
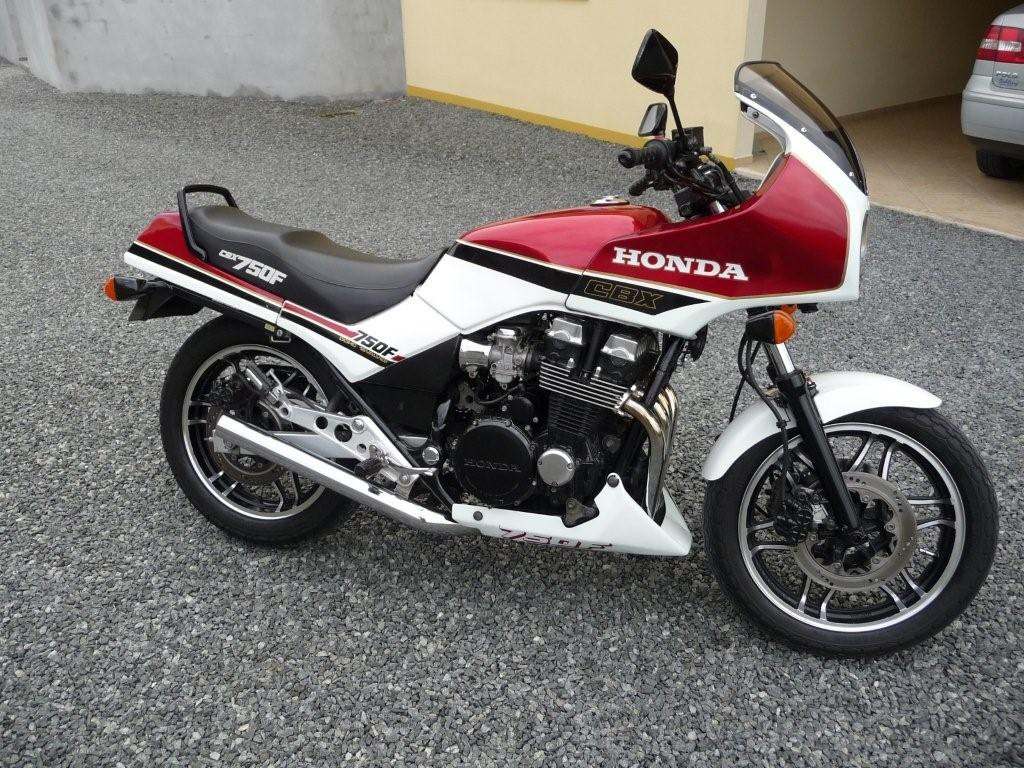
Hollywood Modelo 1987
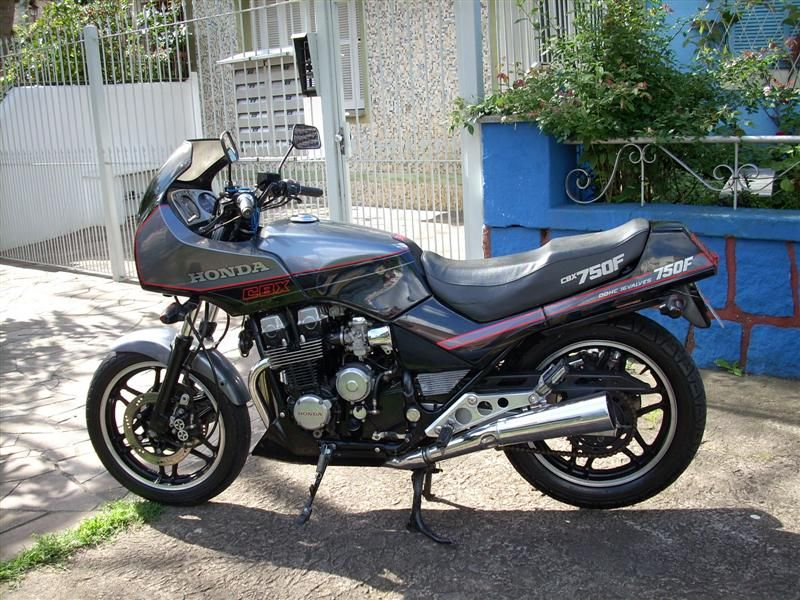
Magia Negra Modelo 1988
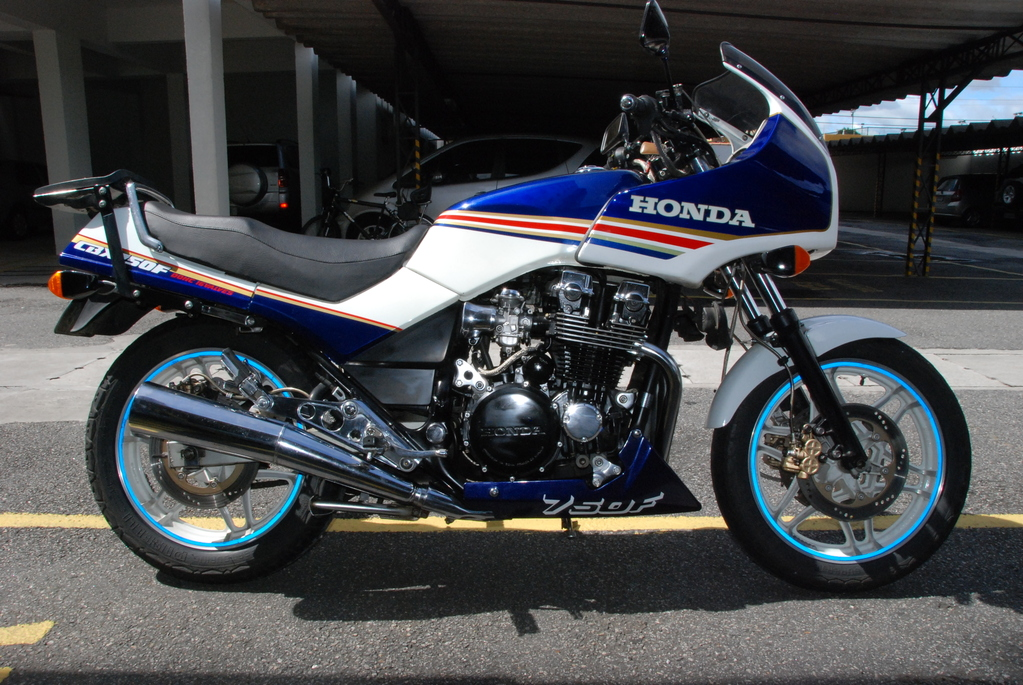
Rothmans Modelo 1988 (Série Especial)
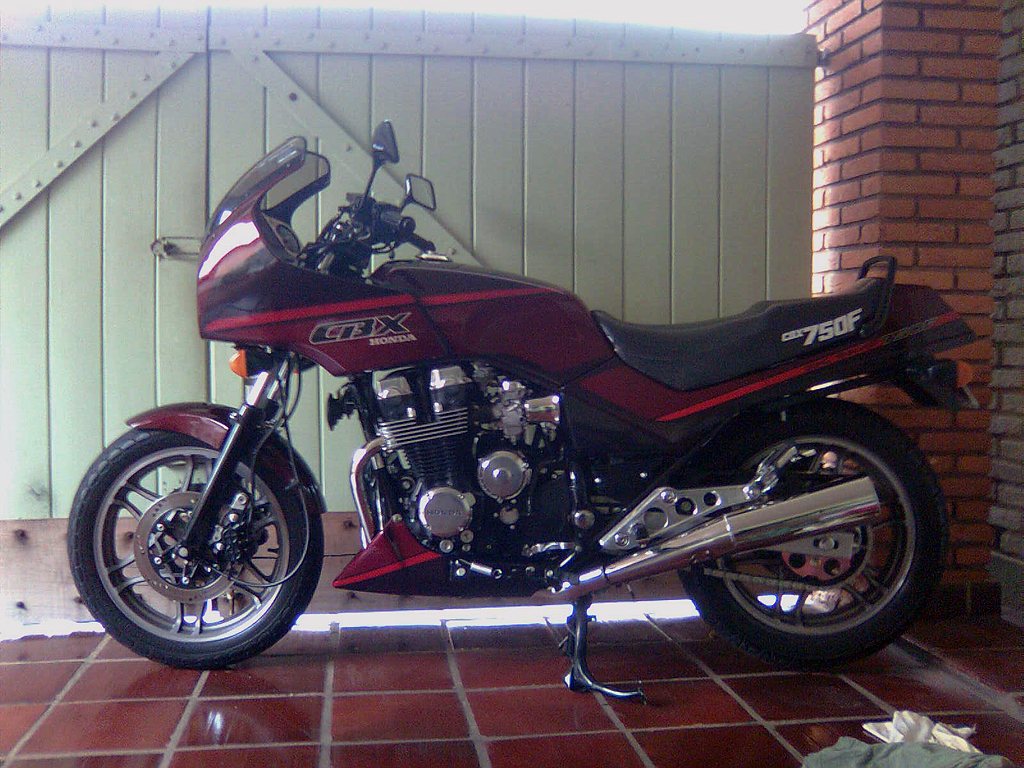
Grená Modelo 1989
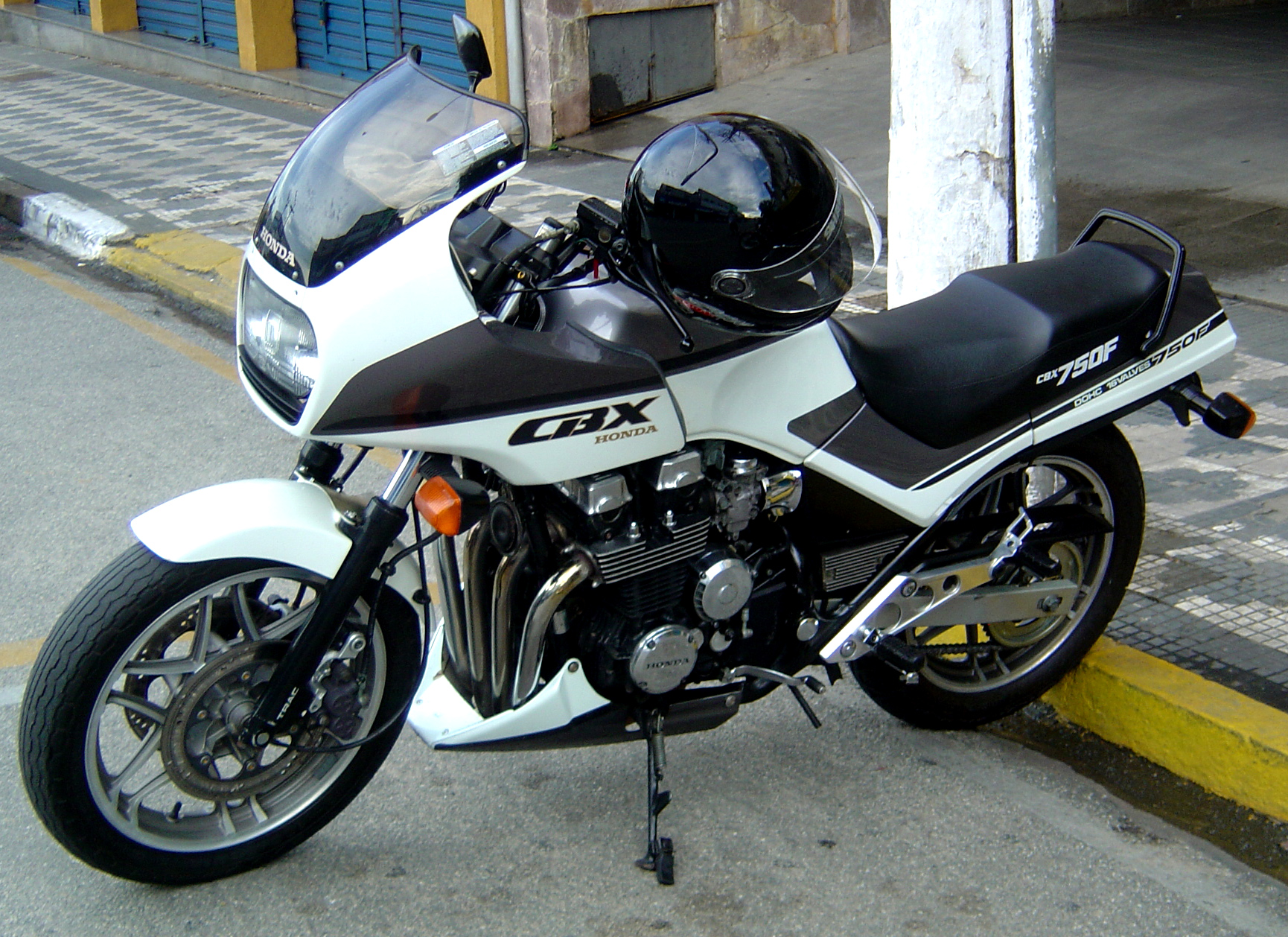
Canadense Modelo 1989 (Série Especial)
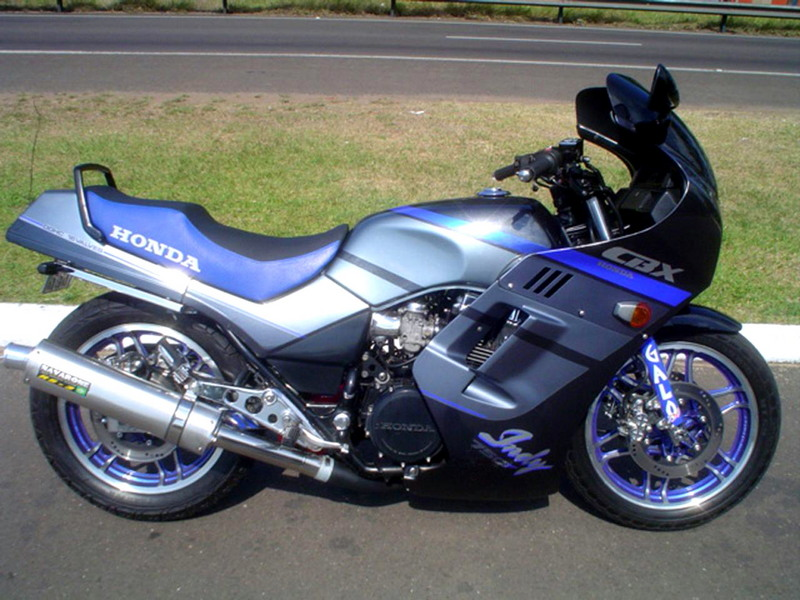
Indy Modelo 1990
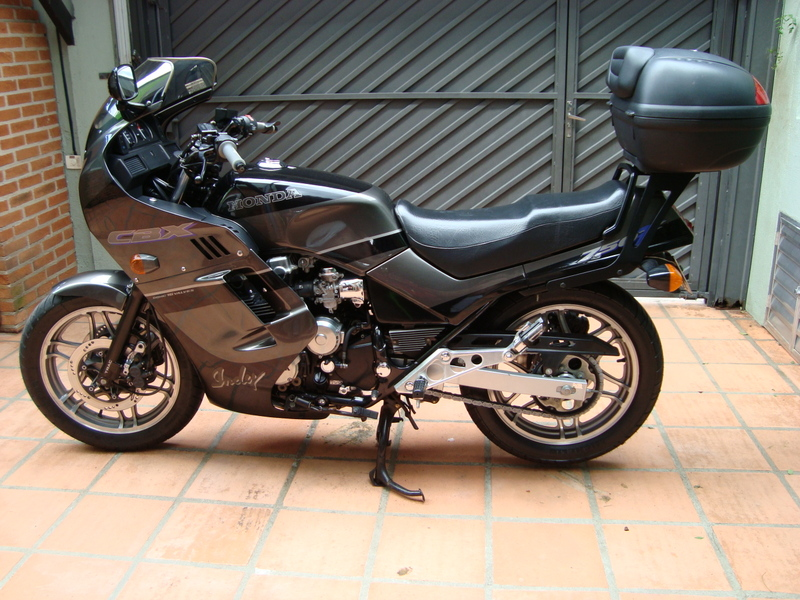
Indy Modelo 1993
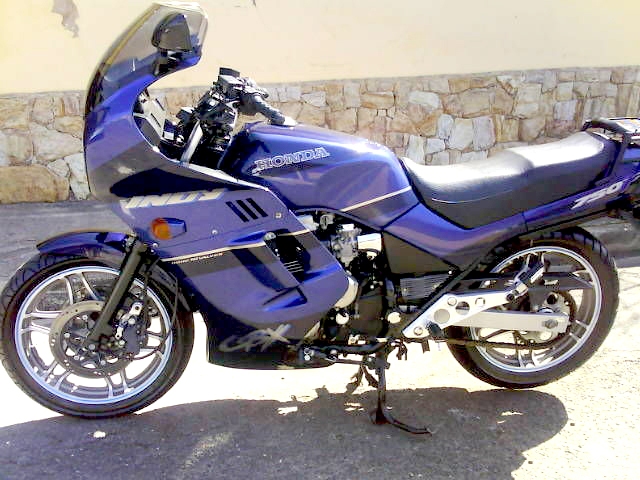
Indy Modelo 1994/95
Formula 1Modelo 1995/2001Formula 1 Modelo 1995/2001